# Tugana
Tugana là một chi nhện trong họ Amaurobiidae.